# 羅賓胡德 (密西西比州)
羅賓胡德（英語：Robinhood）是位於美國密西西比州蘭金縣的普查規定居民點。

## 人口
根據2020年美國人口普查的數據，羅賓胡德的面積為13.64平方千米，當中陸地面積為13.16平方千米，而水域面積為0.48平方千米。當地共有人口1491人，而人口密度為每平方千米109.31人。